# Resolution 1734 des UN-Sicherheitsrates
Die Resolution 1734 des UN-Sicherheitsrates ist eine Resolution zur Situation in Sierra Leone, die der Sicherheitsrat der Vereinten Nationen am 22. Dezember 2006 auf seiner 5608. Sitzung einstimmig angenommen hat. 
Mit der Resolution wurde das Mandat des United Nations Integrated Office for Sierra Leone (UNIOSIL) für ein Jahr bis zum 31. Dezember 2007 verlängert. Der Sicherheitsrat berief sich bei seiner Entscheidung auf alle relevanten früheren Resolutionen und Erklärungen seines Präsidenten, insbesondere die Resolutionen 1620 und 1688 und den Bericht des Generalsekretärs vom 28. November (Dokument S/2006/922), sowie den Brief des Präsidenten von Sierra Leone vom 27. November 2006, der ebenfalls um eine Verlängerung des Mandates um zwölf Monate gebeten hatte.
Der Sicherheitsrat betonte die Wichtigkeit der Parlamentswahlen in Sierra Leone 2007 und die Rolle von UNIOSIL bei der Vorbereitung dieser Wahlen, sowie die Wichtigkeit dieses Prozesses und die Akzeptanz des Wahlergebnisses für die künftige langfristige Stabilität des Friedens, der Sicherheit und die Entwicklung von Sierra Leone.
Das Gremium unterstrich die Rolle, die der Sondergerichtshof für Sierra Leone und das Verfahren gegen den früheren liberianischen Präsidenten Charles Taylor und weitere Angeklagte bei dieser Entwicklung spielten, insbesondere bei der Aussöhnung in Sierra Leone.
Der Rat ermunterte die Union der Staaten am Manofluss und andere regionale Zusammenschlüsse, den Dialog über den Frieden und die Sicherheit in der Region fortzusetzen.
Mit der Verlängerung des Mandates entschied der Sicherheitsrat im Zusammenhang mit den bevorstehenden Wahlen auch über die personelle Verstärkung von UNIOSIL für den Zeitraum vom 1. Januar bis zum 31. Oktober 2007. In diesem Zusammenhang forderte der Sicherheitsrat die Mitgliedsstaaten auf, technische und finanzielle Unterstützung für die Wahlen zu gewähren und ersuchte den Generalsekretär, im zeitlichen Umfeld zu den Wahlen Vorschläge zu machen, die die künftige Rolle von UNIOSIL und den Abschluss der Mission betreffen.  Außerdem wird von den Parteien in Sierra Leone gefordert, sich zum fairen, freien, transparenten und friedlichen Verlauf der Wahlen zu verpflichten. 
Ausdrücklich billigte das Gremium der Regierung von Sierra Leone die Verantwortung für Friedensbildung, Sicherheit und die langfristige Entwicklung des Landes zu und rief die sierra-leonische Regierung und alle anderen Gruppierungen auf, gemeinsam den Kampf gegen Korruption zu intensivieren, für eine Stärkung der Justiz und der Menschenrechte einzutreten und durch eine Stärkung des privaten Sektors Verbesserungen hinsichtlich der Armut und der Beschäftigung zu erreichen.
Die Resolution fordert die Regierung von Sierra Leone auf, die Umsetzung der Vorschläge der Kommission für Wahrheit und Aussöhnung auf den Weg zu bringen und ersucht die Mitgliedsstaaten, die Aktivitäten der nationalen Menschenrechtskommission mit Geldmitteln zu unterstützen.
Unter Berufung auf die Resolution 1325 des UN-Sicherheitsrates über die Rolle von Frauen bei der Verhinderung und Lösung von bewaffneten Konflikten und bei der Friedensbildung verlangte die Entschließung von UNIOSIL, dementsprechende Maßnahmen zu ergreifen und ermutigte zur Zusammenarbeit mit der Regierung auf diesem Gebiet auf. UNIOSIL und der Generalsekretär wurden aufgefordert, geschlechtsspezifische Gewalt gegen Frauen und Mädchen zu verhindern. In diesem Zusammenhang begrüßte der Sicherheitsrat die Nulltoleranzpolitik des Generalsekretärs in Bezug auf sexuelle Ausbeutung und Missbrauch durch Personal der Vereinten Nationen.
Abschließend wurde der Generalsekretär beauftragt, den Rat regelmäßig über den Stand der Umsetzung der Resolution und des Mandates informiert zu halten.
In der Sitzung stellte der Vertreter des Vereinigten Königreiches fest, dass Sierra Leone in den zwölf Monaten, seit denen die Blauhelmsoldaten Sierra Leone verlassen hatten, erhebliche Fortschritte gemacht hat. Maßgebliche Wirkung wurde der Einrichtung des Sondergerichts für Sierra Leone und der Auslieferung von Charles Taylor zugesprochen. Mit den allgemeinen Wahlen im Juli 2007 stünde Sierra Leone am Scheideweg zu einer dauerhaften Demokratie, und alle Seiten müssten sich zu einem vollständigen Demokratisierungsprozess verpflichten.